# Pleuroprucha invariata
Pleuroprucha invariata là một loài bướm đêm trong họ Geometridae.